# Boom Bang-a-Bang
Boom Bang-a-Bang è stata una delle quattro canzoni vincitrici dell'Eurovision Song Contest 1969, scritta da Alan Moorhouse e Peter Warne e cantata, in inglese, da Lulu, in rappresentanza del Regno Unito
Il brano fu il secondo con un titolo nonsense a vincere la manifestazione (dopo La, la, la di Massiel nel 1968).
Il testo inizia con un appello della cantante verso il suo amato, affinché questo l'abbracci molto forte. Si passa poi a spiegare che quando essi sono vicini, il cuore di lei fa proprio "Boom Bang-a-Bang".
La canzone venne eseguita per settima nella serata, dopo l'Italia (con Iva Zanicchi) e seguita dai Paesi Bassi (rappresentati da Lenny Kuhr). Alla fine delle votazioni, ricevette 18 punti e trionfò al pari della Francia, rappresentata da Frida Boccara, dei Paesi Bassi e dell'ospitante Spagna, rappresentata da Salomé.
Lulu registrò la canzone anche in tedesco con lo stesso titolo, anche se questa versione non ebbe successo quanto quella inglese.